# كينان كودرو
كينان كودرو (بالإسبانية: Kenan Kodro) (19 أغسطس 1993 سان سيباستيان إسبانيا - ) هو لاعب كرة قدم إسباني، يلعب كمهاجم.

## روابط خارجية
- كينان كودرو على موقع الاتحاد الأوربي (الإنجليزية)
- كينان كودرو على موقع قاعدة بيانات كرة القدم.إي يو (الإنجليزية)
- كينان كودرو على موقع ليكيب (الفرنسية)
- كينان كودرو على موقع ناشيونال فوتبول تيمز (الإنجليزية)
- كينان كودرو على موقع Soccerbase.com (لاعب) (الإنجليزية)
- كينان كودرو على موقع Soccerway.com (الإنجليزية)
- كينان كودرو على موقع عالم كرة القدم.نت (الإنجليزية)
- كينان كودرو على موقع AS.com (الإسبانية)